# Revenu par tête
| >$60,000 $50,000 - $60,000 $40,000 - $50,000 $30,000 - $40,000 | $20,000 - $30,000 $10,000 - $20,000 $5,000 - $10,000 $2,500 - $5,000 | $1,000 - $2,500 $500 - $1,000 <$500 Pas de donnée |

Carte des pays selon leur revenu par tête en 2023.

Le revenu par tête (ou RNB par habitant, ou revenu per capita), est défini comme le revenu national brut (RNB) pour une année, divisé par le nombre total d'habitants, ceci pour un pays ou une région donné.

## Mesure de richesse
Le revenu par tête est souvent utilisé comme indicateur de richesse, surtout entre différents pays. Cette mesure a plusieurs faiblesses :
- Les activités économiques qui ne produisent pas d'argent ne sont pas comptées. Sont donc ignorés le troc et le travail fait à l'intérieur d'un ménage. L'importance de ces activités varie grandement entre pays et même entre différents groupes sociaux à l'intérieur d'un pays (Voir économie informelle).
- Cette mesure est une moyenne qui ne permet pas de mesurer si une partie de la population est très pauvre (voir les mesures d'inégalités de revenu).
- Le pouvoir d'achat réel d'une monnaie dépend de l'endroit où on les utilise. On utilise donc parfois des mesures en parité de pouvoir d'achat.

## Quelques exemples de revenusper capita
Le revenu total personnel est une donnée plus difficile à déterminer que le produit intérieur brut (PIB). Une approximation du revenu par tête est donc donnée par le produit intérieur brut par habitant.
Voici une vingtaine d'exemples de revenus per capita, ajustés de la parité de pouvoir d'achat, chiffres établis en septembre 2006 sur l'année 2005 par le FMI, en dollar américain :
- Luxembourg : 69 799 $
- Norvège : 42 364 $
- États-Unis d'Amérique : 40 100 $
- Islande : 35 115 $
- Hong Kong : 33 478 $
- Autriche : 33 431 $
- Suisse : 32 570 $
- Belgique : 31 243 $
- Allemagne : 30 579 $
- Royaume-Uni : 30 435 $
- France : 29 187 $
- Italie : 28 533 $
- Espagne : 26 320 $
- Grèce : 22 391 $
- Malte : 19 739 $
- Croatie : 12 324 $
- Russie : 11 041 $
- Ukraine : 7 212 $
- Népal : 1 675 $

Classement des dix premiers pays du monde pour le PNB/hab en 2006.

Le revenu par tête le plus faible est celui du Malawi : 596 $